# Baráth Ferenc (grafikus)
Baráth Ferenc (Magyarkanizsa, 1946. augusztus 8. –) vajdasági magyar tervezőgrafikus, a Magyar Művészeti Akadémia Iparművészeti és Tervezőművészeti Tagozatának  levelező tagja (2015).

## Élete
Az Újvidéki Képzőművészeti Középiskola elvégzése után, a Belgrádi Képzőművészeti Akadémia festészeti szakán folytatta tanulmányait, majd megszakítása után visszatér Újvidékre és aktívan részt vesz a város kulturális életében. Alkalmazott grafikával és plakáttervezéssel foglalkozik. 1965-től az Új Symposion folyóirat művészeti szerkesztője, 1970-től rendszeres munkatársa az Újvidéki magyar színháznak. Kulturális plakátjaival rendszeresen részt vesz a nemzetközi biennálékon és közös kiállításokon. A volt Jugoszláviában számos társadalmi és szakmai elismerésben részesül. 1992-ben települ át Magyarországra. Tagja a Magyar Alkotóművészek Országos Szövetségének, a Magyar Plakát Társaságnak és a Szinyei Merse Pál Társaságnak. Munkásságáért megkapta a Magyar Grafikai Biennálé Fődíját, Munkácsy-díjat és a Magyar Reklámszövetség Kultúráért díjat, Arany Rajzszög-díjat.

## Fontosabb önálló kiállításai
- 1973, 1982, 1987 - Újvidék
- 1984 - Belgrád, Zágráb
- 1985 - Szkopje
- 1987 - Kaposvár
- 1988 - Szarajevó, Pancsova
- 1990 - Kolozsvár
- 1990, 1995, 1999 - Budapest
- 1991 - Eger
- 1993, 1997 - Szeged
- 1997 - Zombor
- 1997 - Veszprém
- 1999 - Pécs